# 21479 Мерімарта
21479 Мерімарта (21479 Marymartha) — астероїд головного поясу, відкритий 23 квітня 1998 року.
Тіссеранів параметр щодо Юпітера — 3,655.